# En cowboy med lasso
En cowboy med lasso (engelska: Callaway Went Thataway) är en amerikansk komedifilm från 1951 i regi av Melvin Frank och Norman Panama. I huvudrollerna ses Fred MacMurray, Dorothy McGuire och Howard Keel. Filmen är en parodi på manin orsakad av TV-programmet Hopalong Cassidy.

## Rollista i urval
- Fred MacMurray - Mike Frye
- Dorothy McGuire - Deborah Patterson
- Howard Keel - "Stretch" Barnes / "Smoky" Callaway
- Jesse White - Georgie Markham
- Fay Roope - Tom Lorrison
- Natalie Schafer - Martha Lorrison
- Douglas Kennedy - fyllo
- Elisabeth Fraser - Marie
- John Indrisano - Johnny Terrento
- Stan Freberg - Marvin
- Don Haggerty - regissör Don

Clark Gable, Elizabeth Taylor och Esther Williams medverkar i cameoroller.